# Ганна Кебінґер
Ганна Кебінґер (нім. Hanna Kebinger; 26 листопада 1997, Гарміш-Партенкірхен) — німецька біатлоністка.

## Біографія
Ганна Кебінґер родом із Грайнау та стартує від лижного клубу Партенкірхен. Вона брала участь у своїх перших міжнародних гонках у грудні 2017 року на Юніорському кубку IBU в Обертілліяху. В наступні роки вона також брала участь у різноманітних юніорських чемпіонатах Європи та світу, а також брала участь у гонках третього розряду Кубка Німеччини. На Чемпіонаті світу з біатлону серед юніорів у 2019 році вона виграла бронзу в спринті, срібло в гонці переслідування та разом з Франціскою Пфнюр і Юліаною Фрювірт в естафеті. Невдовзі після цього вона також взяла участь у Чемпіонаті Європи з біатлону 2019 року, але не отримавши медалі на сильному міжнародному полі.
Незабаром після цього значно успішнішою була її участь у Чемпіонаті Європи серед юніорів у норвезькому Sjusjøen, де вона виграла бронзу в змішаній естафеті та срібло в гонці переслідування. З 2021 року Кебінґер також брала участь у регулярному Кубку IBU. У третьому заїзді вона була другою на подіумі в коротких індивідуальних змаганнях у Брезно, лише на кілька секунд поступившись своїй напарниці по команді Ванессі Фоґт. Вона виграла останню гонку сезону, змішану естафету в Обертілліяху, разом з Маріон Дейгентеш, Домініком Шмуком і Лукасом Фратчером.
Ганна Кебінґер змогла пройти до складу на Чемпіонат світу з біатлону в Обергофі 2023 року. 18 лютого біатлоністка виграла срібну медаль у жіночій естафеті разом з Ванессою Фоґт, Софією Шнайдер та Деніз Геррманн-Вік.

## Статистика
Місця в Кубку світу з біатлонуУ таблиці наведено статистику виступів біатлоніста в Кубку світу.
- Місця 1–3: кількість подіумів
- Чільна 10: кількість фінішів у першій десятці
- В очках: кількість виступів, на яких біатлоніст здобував очки
- Старти: кількість стартів
- Естафета: включно зі змішаною

| Місця                    | Індивід. | Спринт | Персьют | Мас-старт | Естафета | Разом |
| ------------------------ | -------- | ------ | ------- | --------- | -------- | ----- |
| 1                        |          |        |         |           |          |       |
| 2                        |          |        |         |           |          |       |
| 3                        |          |        |         |           | 1        | 1     |
| Чільна 10                |          |        | 1       |           | 2        | 3     |
| В очках                  |          | 1      | 1       |           | 2        | 4     |
| Стартів                  | 1        | 2      | 1       |           | 2        | 6     |
| Станом на: 22 січня 2023 |          |        |         |           |          |       |